# 查普曼 (加利福尼亞州)
查普曼（英語：Chapman）是位於美國加利福尼亞州馬林縣的一個非建制地區。該地的面積和人口皆未知。

## 地理
查普曼的座標為37°55′08″N 122°31′01″W / 37.91889°N 122.51694°W，而該地的平均海拔高度為145米（即476英尺）。